# Sociedade Beneficente 13 de Maio
Sociedade Beneficente 13 de Maio é um clube social destinado aos afrodescendentes brasileiros, fundado em 1901 na cidade de Piracicaba (estado de São Paulo), inicialmente denominada como Sociedade Beneficente Antonio Bento e renomeada em 1948.
Entre o final do século XIX e início do século XX, houve um movimento clubista destinado a criar clubes exclusivos para sócios negros com o objetivo de se tornarem locais de lazer para os afrodescendentes, pois estas pessoas eram excluídas de qualquer vida social em sua época. Além das atividades sociais, o Clube 13 de Maio proporcionava apoio funerário, de saúde, entre outras atividades.
O prédio da sede do clube é tombado pela Codepac como Patrimônio Histórico e Cultural de Piracicaba e em 2014 o clube entrou no processo para tombamento como Patrimônio Histórico do Estado de São Paulo.